# Aquarama
Die Aquarama (ehemals Marine Star) war ein während des Zweiten Weltkriegs in den Vereinigten Staaten gebauter Truppentransporter, der später zu einem Passagierschiff umgebaut wurde. Sie war das größte jemals auf den Großen Seen eingesetzte Passagierschiff.

## Geschichte
Das Schiff wurde 1945 von der Sun Shipbuilding & Drydock Company in Chester (Pennsylvania) als drittes von fünf kombinierten Fracht- und Truppentransportern des Typs C4-S-B5 gebaut. Nach dem Stapellauf am 30. April 1945 wurde das Schiff im Juli desselben Jahres als Marine Star an die United States War Shipping Administration abgeliefert. Die Marine Star wurde nur ein einziges Mal als Truppentransporter eingesetzt und 1952 aufgelegt.
Im Jahr 1955 erwarb die Sand Products Corporation in Muskegon (Michigan) das Schiff und ließ es für rund acht Millionen US-Dollar zu einem Linienpassagierschiff für 2500 Passagiere mit einem Autodeck für den Transport von bis zu 160 PKW umbauen. Die erste Phase des Umbaus mit den grundlegenden schiffbaulichen Arbeiten fand vom Herbst 1952 bis zum Frühsommer 1953 bei der New Yorker Todd-Werft statt. Daraufhin wurde das Schiff zu einem anderen Todd-Werftbetrieb in New Orleans überführt, wo weitere Arbeiten stattfanden. In New Orleans wurden unter anderem zwei pontonförmige Schwimmkörper mit einem Zusatzauftrieb von etwa 900 Tonnen am Heck des Schiffs angebracht, damit ein Tiefgang von maximal 2,75 Metern eingehalten werden konnte. Nach der erneuten Überführung des Schiffes nach Muskegon begann im Frühling 1954 der Endausbau des Schiffes. Dieser wurde, anders als sonst üblich, von überwiegend werftfremden Betrieben unter der Aufsicht der Eigner ausgeführt. Am bemerkenswertesten nach dem Umbau war die auffallend elegante Linienführung des Schiffes. Einzelheiten, wie die stromlinienförmigen Aufbauten mit Seitenverkleidungen aus rostfreiem Stahlblech, die kuppelförmige Schornsteinattrappe mit integrierter Brücke oder der achtere Abgaspfosten machten das Schiff zu einer außergewöhnlichen Erscheinung. Die Inneneinrichtung mit zahlreichen Art-déco-Details umfasste auf neun Decks mehrere Restaurants und Bars, ein Kino sowie viele weitere Unterhaltungsmöglichkeiten. Passagierkabinen waren an Bord der Aquarama jedoch nicht vorhanden, da das Schiff nur für die kurze Überfahrt zwischen Detroit und Cleveland sowie Tages- und Abendfahrten ausgelegt war. Die komplett aus Stahl gebaute Aquarama konnte mit Sicherheitseinrichtungen wie einer Rauchmeldeanlage oder automatischen Feuerschutztüren aufwarten. Ein weiteres bemerkenswertes Detail waren die erstmals auf einem Seeschiff verbauten Rolltreppen, die vom Autodeck bis in die Passagierdecks hinaufführten.

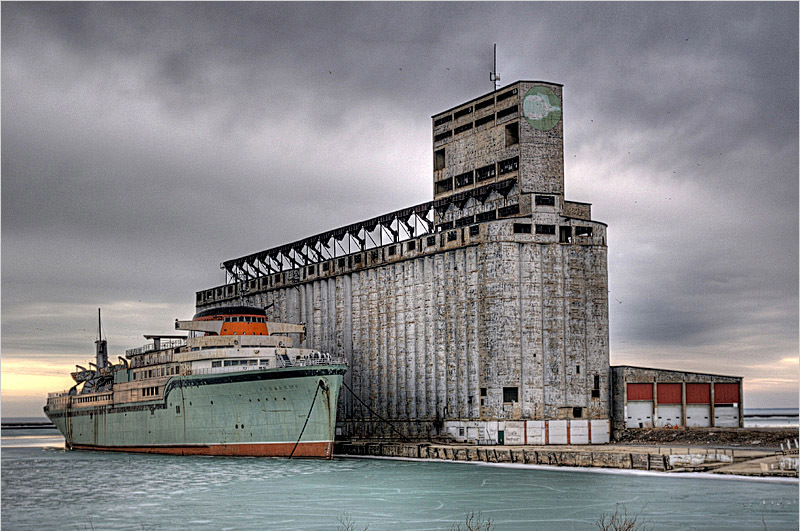
Die in Buffalo aufgelegte Aquarama

Nach vollendetem Umbau wurde in einem Preisausschreiben der neue Name Aquarama für das Schiff gefunden. Im Juli 1956 wurde das Schiff von der Reederei Michigan Ohio Navigation Company in Fahrt gebracht. In den folgenden elf Betriebsjahren auf dem Eriesee machte das Schiff nie Gewinn, dafür aber einige Negativschlagzeilen. Durch eine Reihe von meist kleineren Kollisionen erwarb sich das schwer zu manövrierende Schiff den Beinamen Crusherama bzw. Crash-O-Rama, aufgrund der Windanfälligkeit kam die Aquarama häufig verspätet an oder fiel für Reisen komplett aus. Die hohe Geschwindigkeit sorgte darüber hinaus für starken Schwell und entsprechend unangenehmen Wellenschlag am Ufer.
1967 nahm man das unwirtschaftliche Schiff aus der Fahrt und legte es, nachdem sich ein Ersatzbetrieb für eine Autofähre auf dem Michigansee aufgrund von hohen Baggerkosten der Fahrrinne nach Milwaukee zerschlug, endgültig auf.
Das aufgelegte Schiff wurde in der Folgezeit mehrfach verkauft und an andere Liegeplätze geschleppt. Seit 1995 lag es wieder unter dem alten Namen Marine Star am Cargill Pool Elevator im Hafen von Buffalo. Nachdem in den Jahrzehnten der Liegezeit immer wieder neue Pläne zur Erhaltung des einzigartigen Schiffes gemacht wurden, verließ das Schiff am 4. August 2007 im Schlepp den Hafen von Buffalo. Am 16. September 2007 traf das 62-jährige Schiff bei den Abbrechern im türkischen Aliağa ein, die Verschrottung begann Ende Oktober / Anfang November 2007.